# Shin Dong-hyun
Pour les articles homonymes, voir Shin.
Dans ce nom coréen, le nom de famille, Shin, précède le nom personnel.
Shin Dong-hyun, né le 25 février 1990, est un coureur cycliste sud-coréen. Durant sa carrière, il participe à des compétitions sur route et sur piste.

## Palmarès sur route

### Par année
- 2016
  - 1re étape du Tour de l'Ijen

### Classements mondiaux
| Année         | 2009 | 2010 | 2011 | 2012 | 2013 | 2014 | 2015 | 2016 |
| ------------- | ---- | ---- | ---- | ---- | ---- | ---- | ---- | ---- |
| UCI Asia Tour | 203e | 270e |      |      |      |      |      | 349e |

## Palmarès sur piste

### Championnats d'Asie
- Nara 2008
  -  Médaillé de bronze de l'américaine
- Nakhon Ratchasima 2015
  -  Médaillé de bronze de la poursuite par équipes

### Championnats nationaux
- 2015
  -  Champion de Corée du Sud du scratch